# کییا سنتو
کییا سنتو (انگلیسی: Keiya Sento؛ زادهٔ ۲۹ دسامبر ۱۹۹۴) بازیکن فوتبال اهل ژاپن است.